# Söderströmstunneln
För andra betydelser, se Södertunneln (olika betydelser).
Söderströmstunneln är en järnvägstunnel under Söderström i Stockholm som utgör en del av Citybanan vilken invigdes 2017.
För den cirka 400 meter långa Söderströmstunneln (mellan Söder Mälarstrand och Riddarholmen) användes en mycket avancerad tunnelbyggnadsmetod. Anledningen är att bergytan huvudsakligen ligger under tunnelläget. Undervattensdelen av tunneln består av tre stycken sänktunnelelement. Dessa sänktes ner på fyra stålkärnepålade fundament, som gjutits av dykare med speciell undervattensbetong. Pålarna står på fast berg. 
Hela konstruktionen kan liknas vid en överdäckad undervattensbro. En extra komplikation är att tunneln lutar cirka 10 meter mellan södra och norra anslutningen. På Riddarholmssidan ligger tunnelbotten 24 meter under vattenytan och på Södermalmssidan 14 meter. Från vattenytan ner till tunneltaket är det 13 meter vid Riddarholmen och 4 meter vid Södermalm.

## Arbetsgång

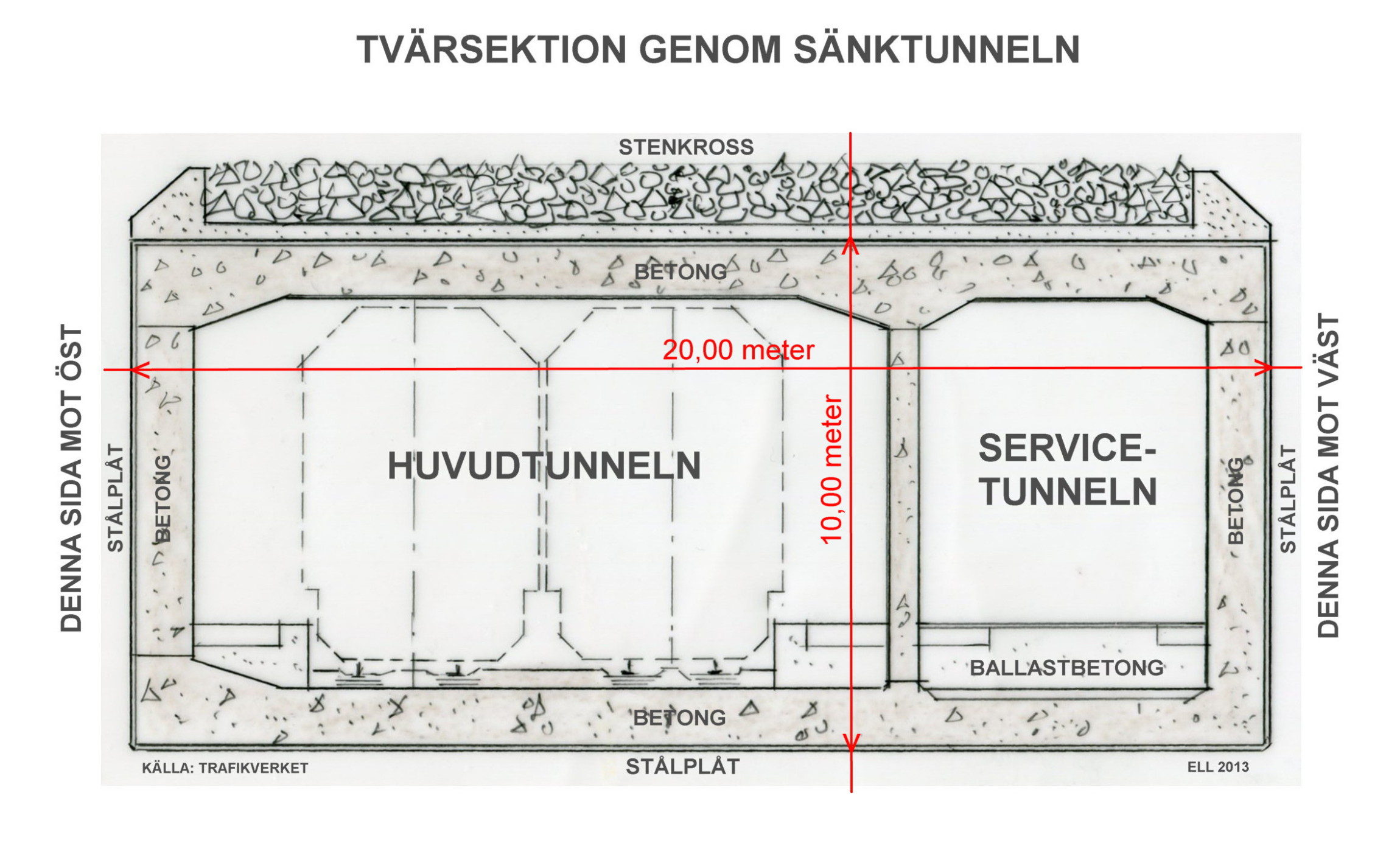
Tvärsektion genom sänktunneln.

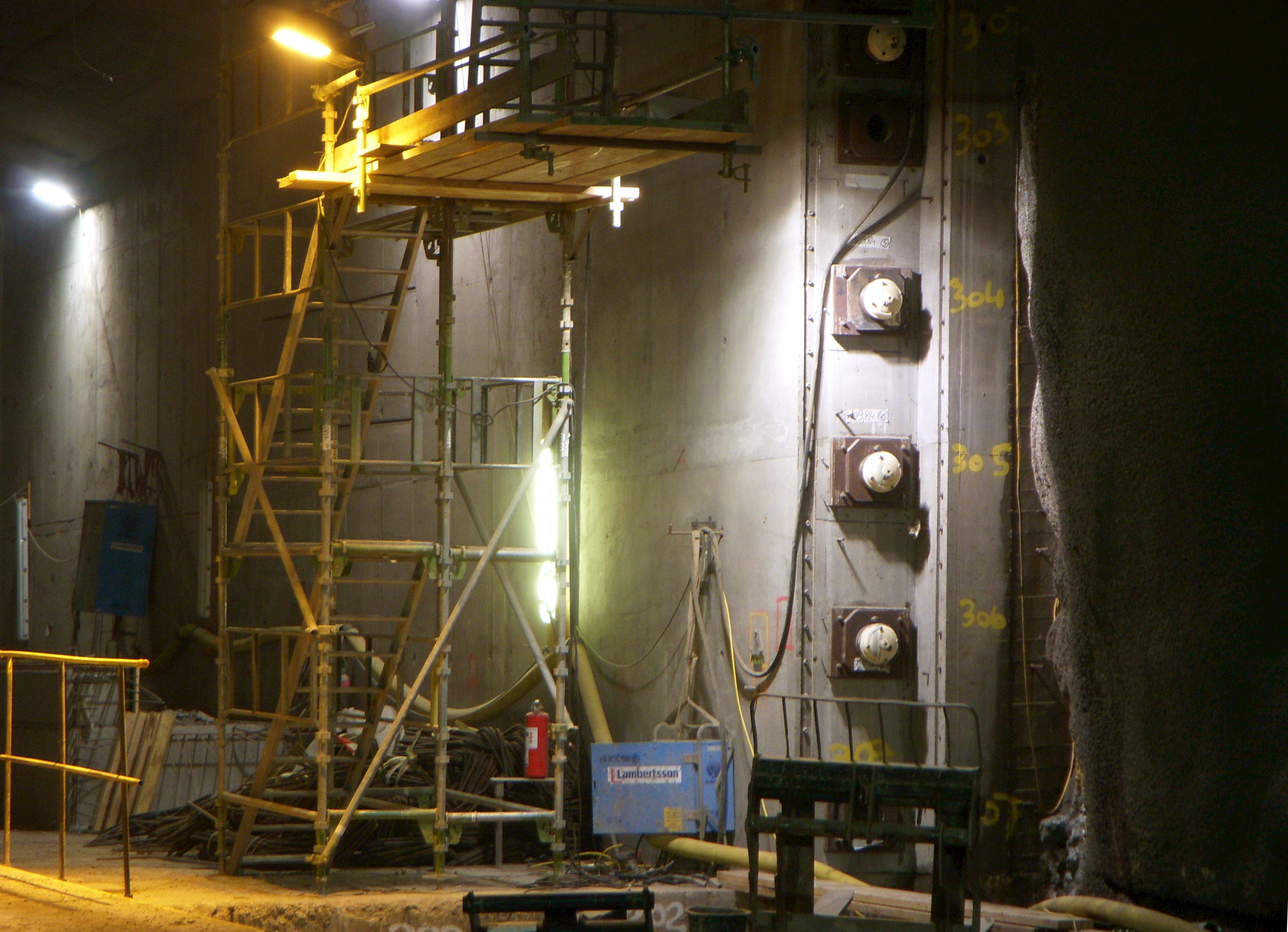
Fästen för spännkablarna, Södermalmssidan.

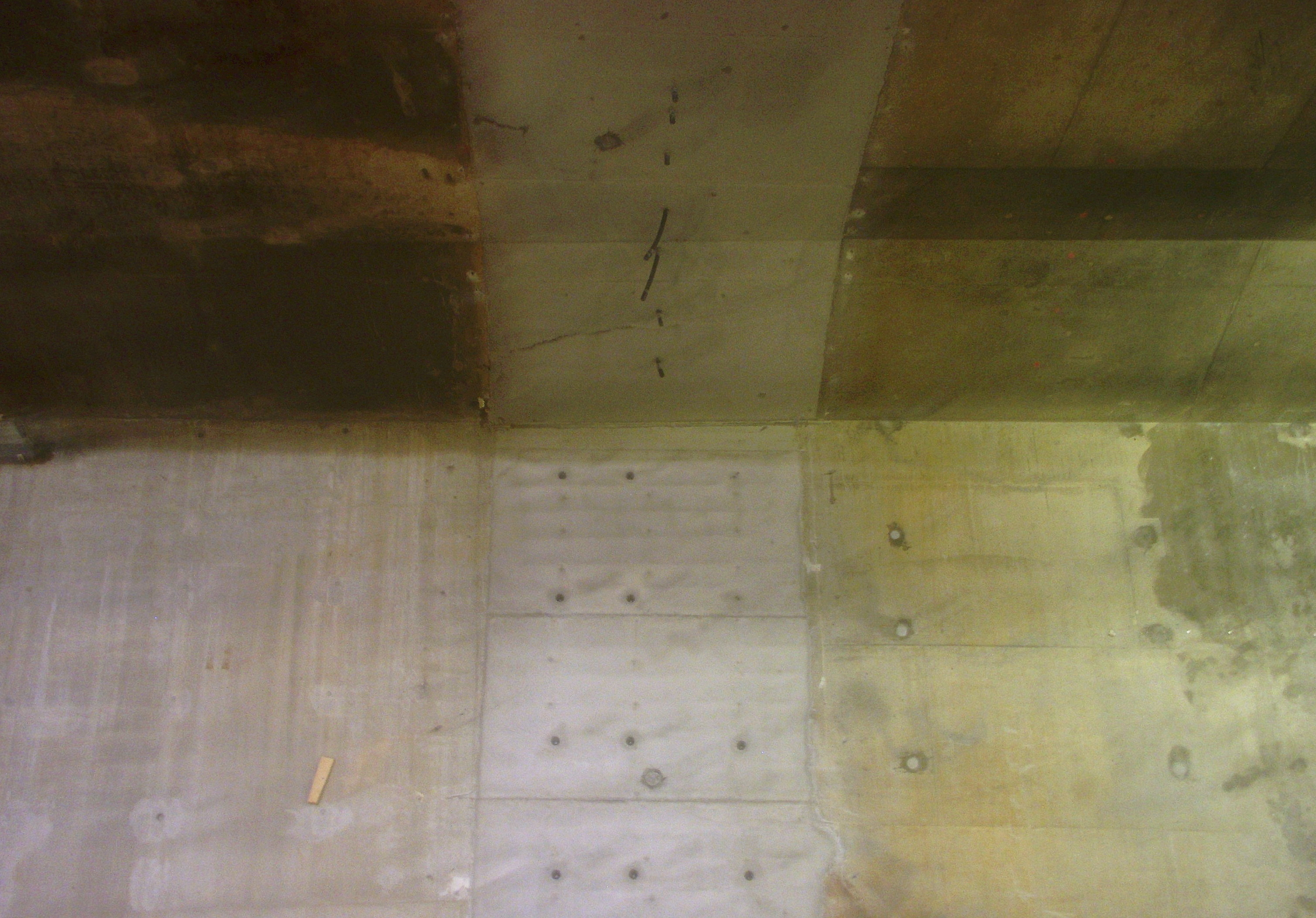
Gjutskarv mellan element T2 och T3.

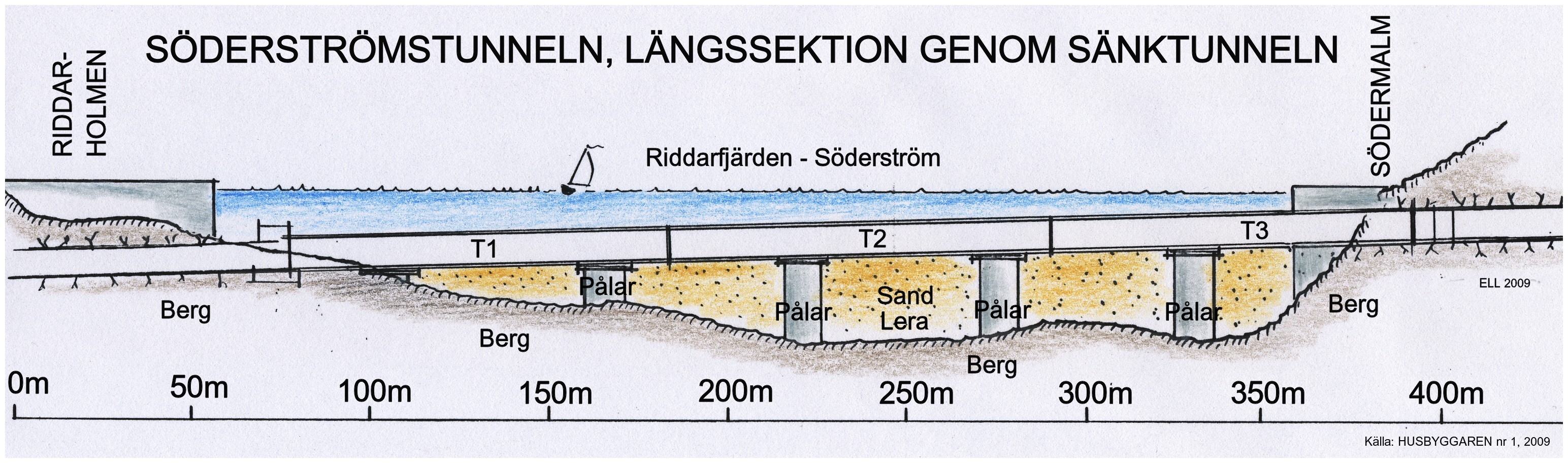
Längssektion genom Söderströmstunneln under Riddarfjärden. T1, T2, T3 anger sänktunnelelementen. Norr är till vänster.

På grund av platsbristen vid Söder Mälarstrand byggs sänktunnlarna på annan plats. Stålgjutformarna tillverkas på ett skeppsvarv i Tallinn och består av 10 mm tjock fartygsplåt. Varje stålgjutform är cirka 100 m långt, 20,5 m brett, 10,0 m högt och väger 870 ton (ett färdiggjutet element väger över 20 000 ton). Kortsidorna är provisoriskt tätade med stålskott som gör att formarna kan transporteras flytande. Den första stålformen kom till Södertälje hamn den 21 augusti 2009, den andra i slutet på år 2009. Vid en kajplats i närheten av Enhörna längre in i Mälaren, kommer viss armering och betonggjutning att utföras. I väntan på det arbetet ligger tunnelsektion nr 2 för ankar i Hovgårdsfjärden utanför Adelsö. Den 30 juni 2011 bogserades det tredje och sista tunnelelementet på Mälaren till Söder Mälarstrand för en slutliga betonggjutningar. Elementet drogs av bogserbåten Freja och sköts på av bogserbåten Tug.
Gjutformen av stål kommer att sitta kvar och blir en del av den framtida tunneln. Efter inledande gjutningsarbeten norr om Södertälje transporteras sänktunnelelementen flytande till sin destination vid Söderström, där utförs de slutgiltiga betongarbeten för tunneln inne i stålformen. Tunneln består liksom hela Citybanan av en huvudtunnel och en mindre service- och räddningstunnel. Den 30 april 2013 sänktes det första elementet ner och kopplades till anslutningstunneln på Södermalmssidan. Vid dessa arbeten hjälpte åtta dykare och ytterligare 35 personer sysslade enbart med sänkningen.
Tunnelelementet bärs upp av två långsides monterade pontoner och hela ekipaget styrs av vajrar i både längs- och tvärled. Med hjälp av ballasttankar inne i tunnelelementen kan man påverka sektionen även i höjd- och djupled. När tunnelelementet är på plats läggs stenkross på tunneltaket och ballasttankarna töms. Hela sänkningsprocessen för ett tunnelelement tar cirka en vecka. Noggrannheten vid dockningen mot betonganslutningarna respektive mellan tunnelelementen är +/- 20 millimeter. Under våren och sommaren 2013 följer tunnelsegment två och tre. Det mellersta tunnelelementet (med namnet Mellanie) sänktes den 6 augusti 2013 och monterades sist. Sedan tas mellanväggarna ut och tunneln gjuts ihop.
Slutligen monteras 40 spännkablar genom alla tre tunnelelementen och kablarna efterspänns, vilket skall garantera att en livslängd för konstruktionen på 120 år uppnås. På Riddarholmssidan ansluter sänktunneln till ett så kallat foghus, där tunneln kan röra sig några centimeter. För att minimera konstruktionshöjden monteras spåren i sänktunneldelen ballastfria, vilket innebär att rälsen skruvas direkt till bottenbetongen utan makadam och utan slipers. Under senare delen av år 2013 påbörjas också återställandet av de båda kajerna på Söder Mälarstrand och Riddarholmen. Innan slutet av år 2013 beräknas man kunna gå torrskodd i den nya tunneln mellan Södermalm och Riddarholmen. Arbetena för Söderströmstunneln utförs av samriskföretag Joint Venture Söderströmstunneln HB, i vilket ingår bland andra tyska Züblin och danska E. Phil & Søn.

## Bilder från bygget

### 2009 - 2010

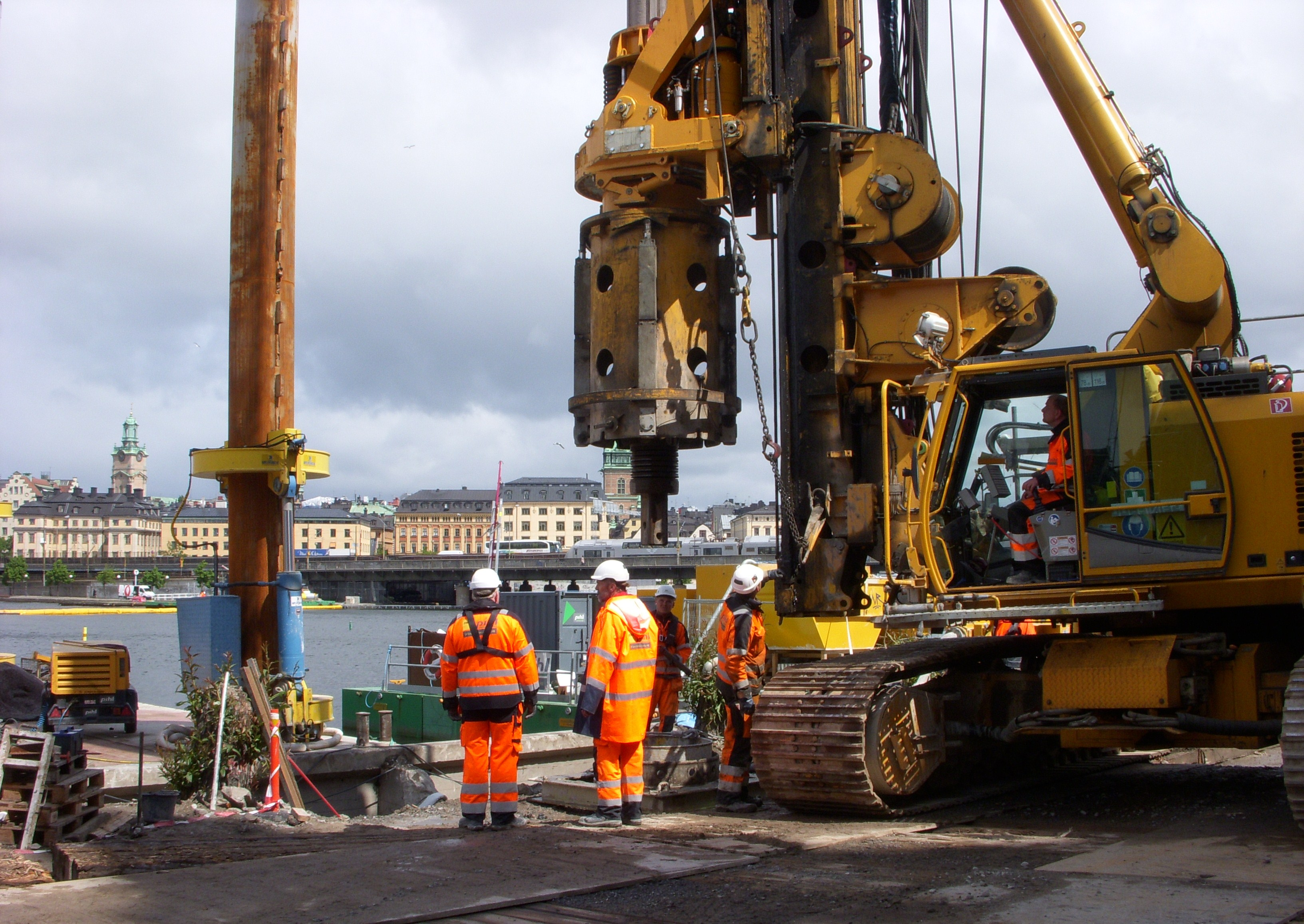
Borrningen för spontväggen, juni 2009
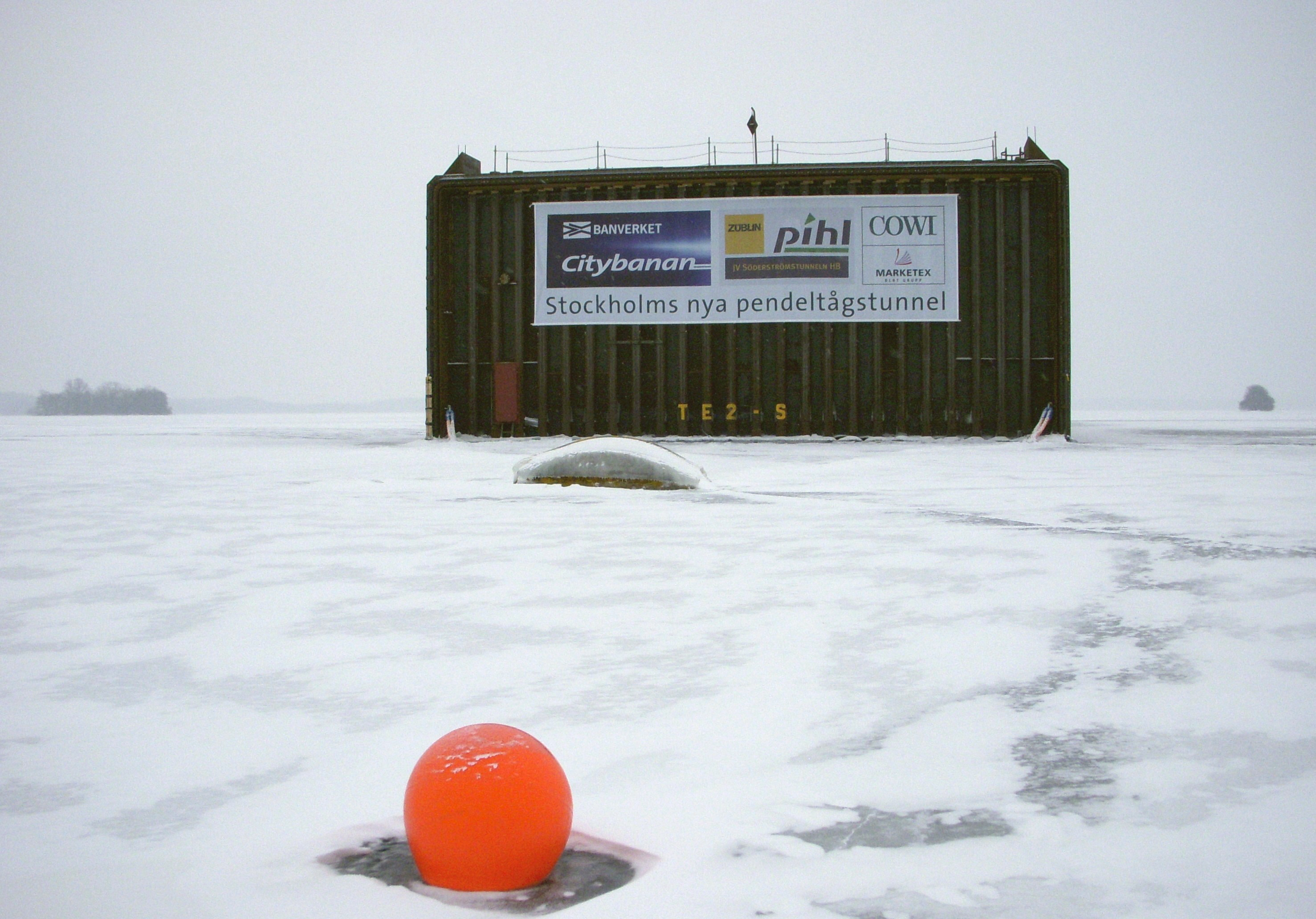
Andra sänktunneln utanför Adelsö, januari 2010
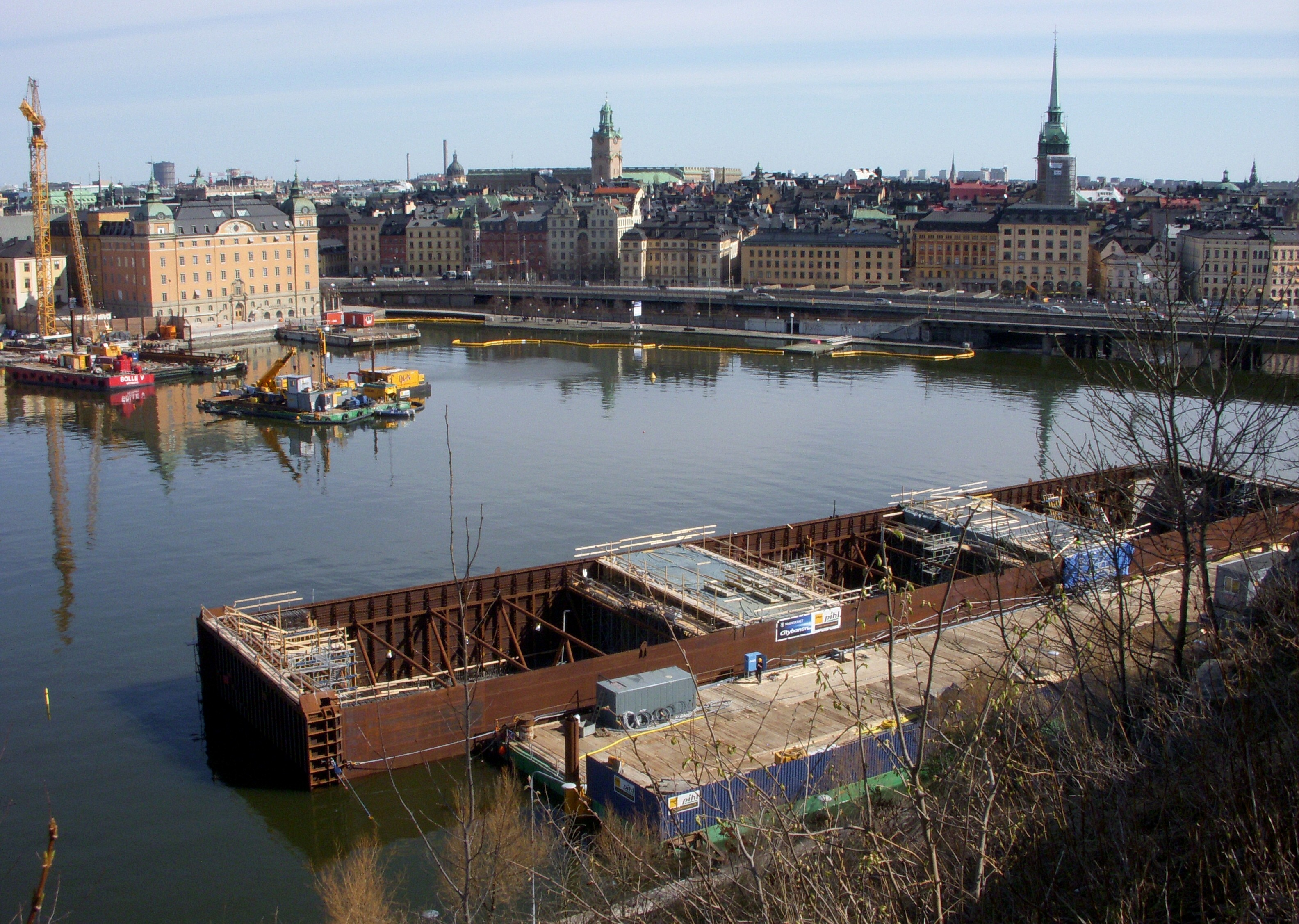
Första sänktunneln, 27 april 2010
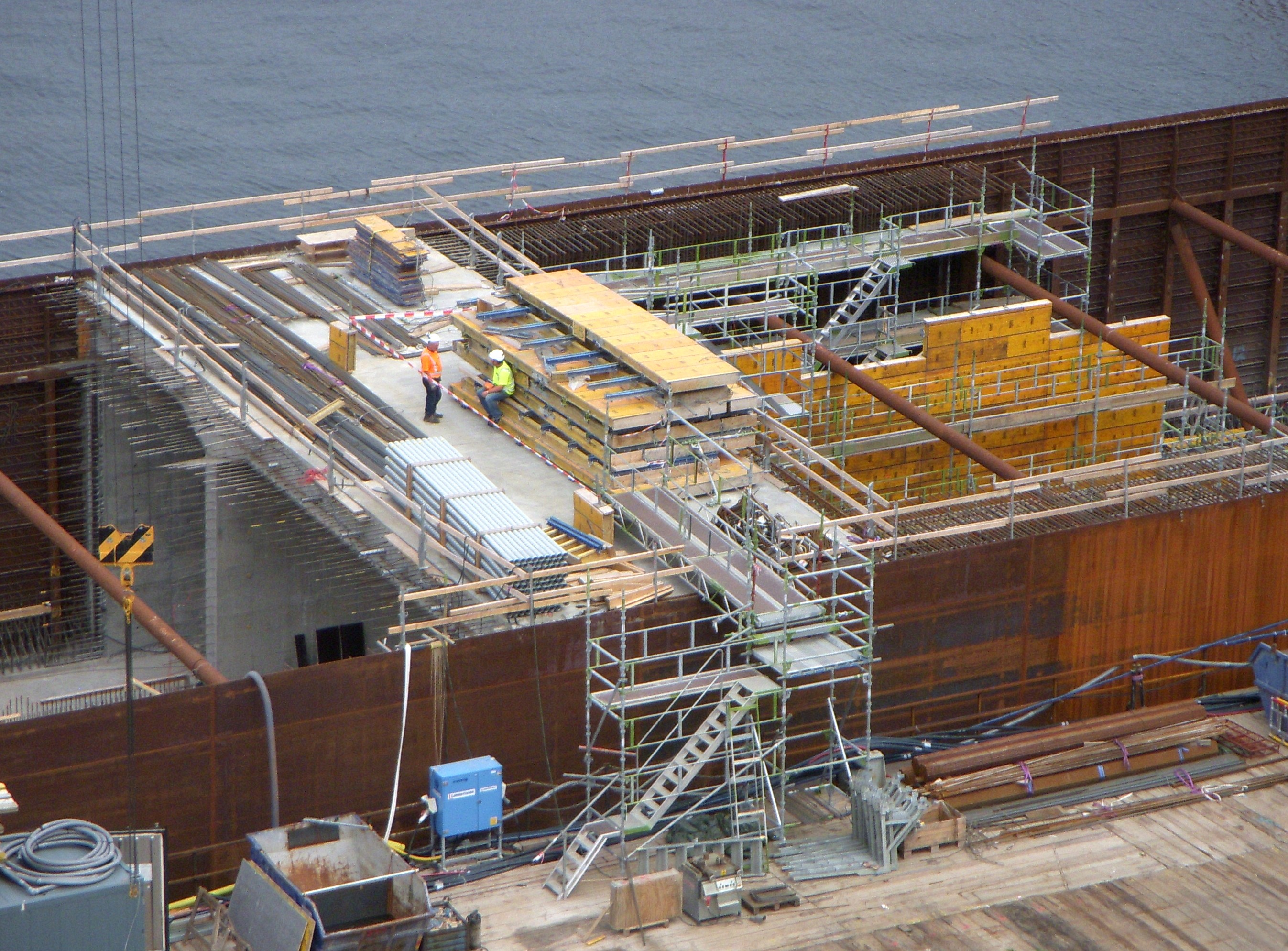
Gjutarbeten i sänktunneln, juli 2010
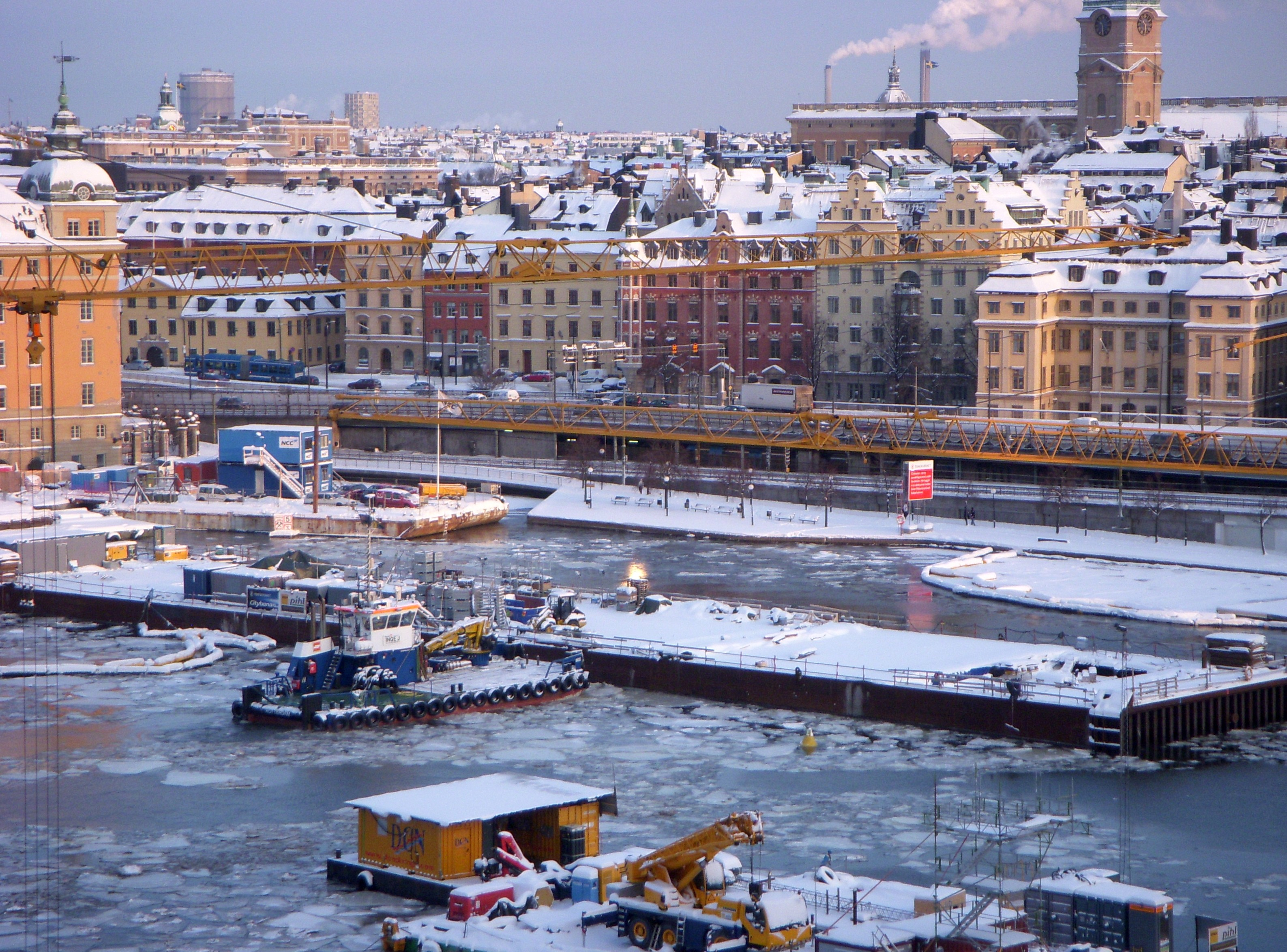
Tunneldel nr 1 dras ut i Riddarfjärden, december 2010

### 2011 - 2012

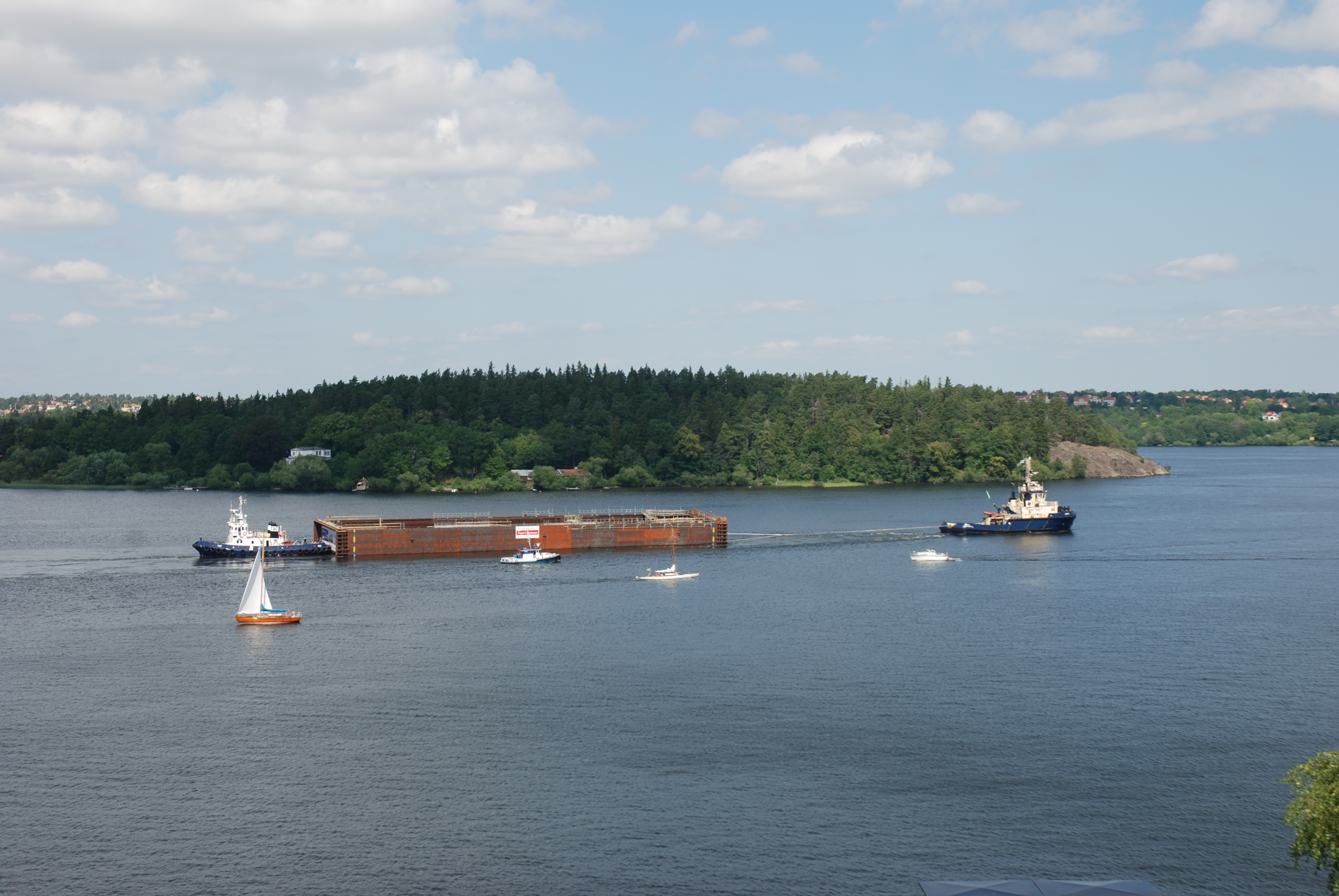
Tredje sänktunneln under bogsering på Mälaren, juni 2011
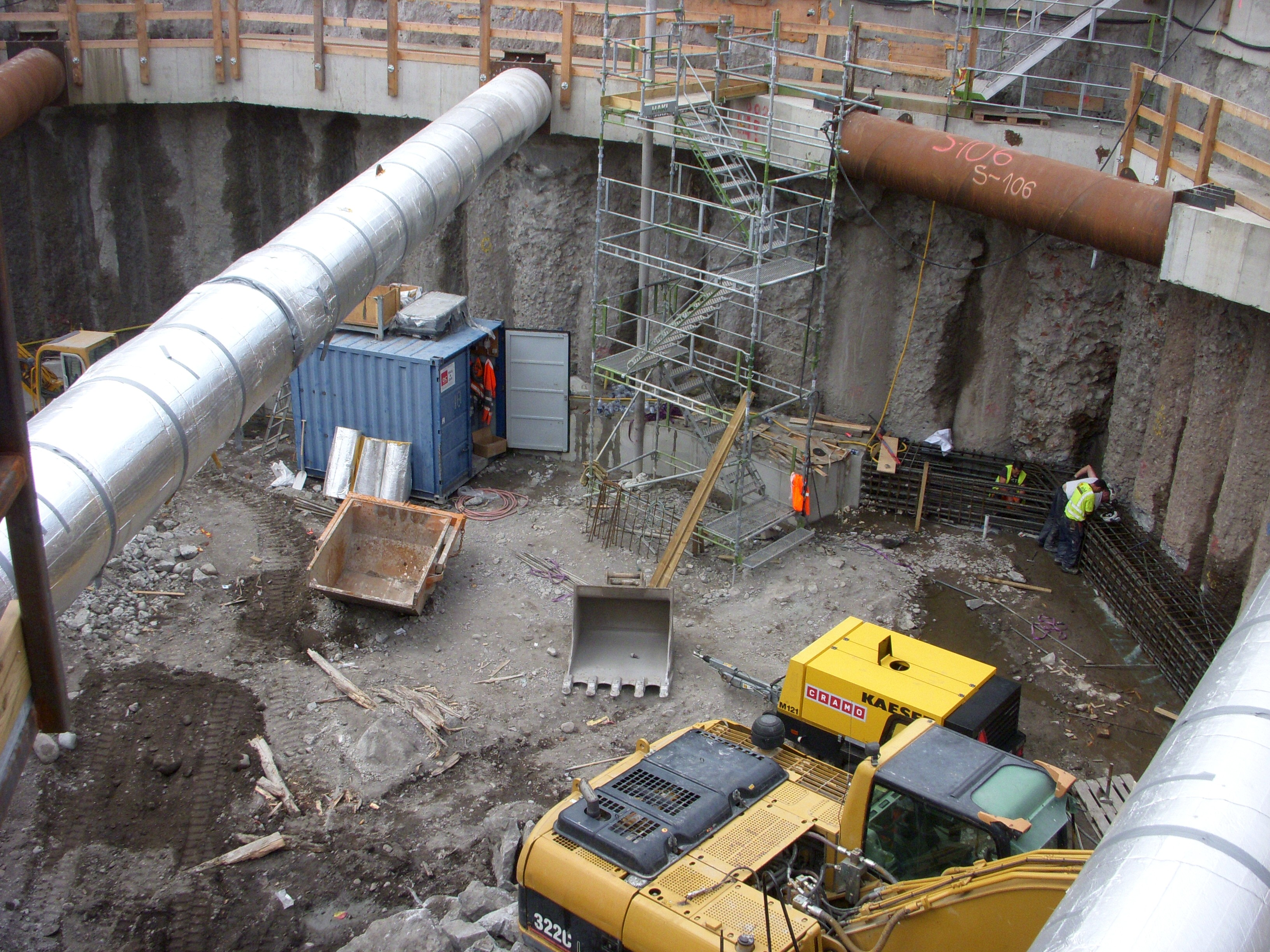
Schaktarbeten, anslutningspunkt på Riddarholmssidan, juli 2011
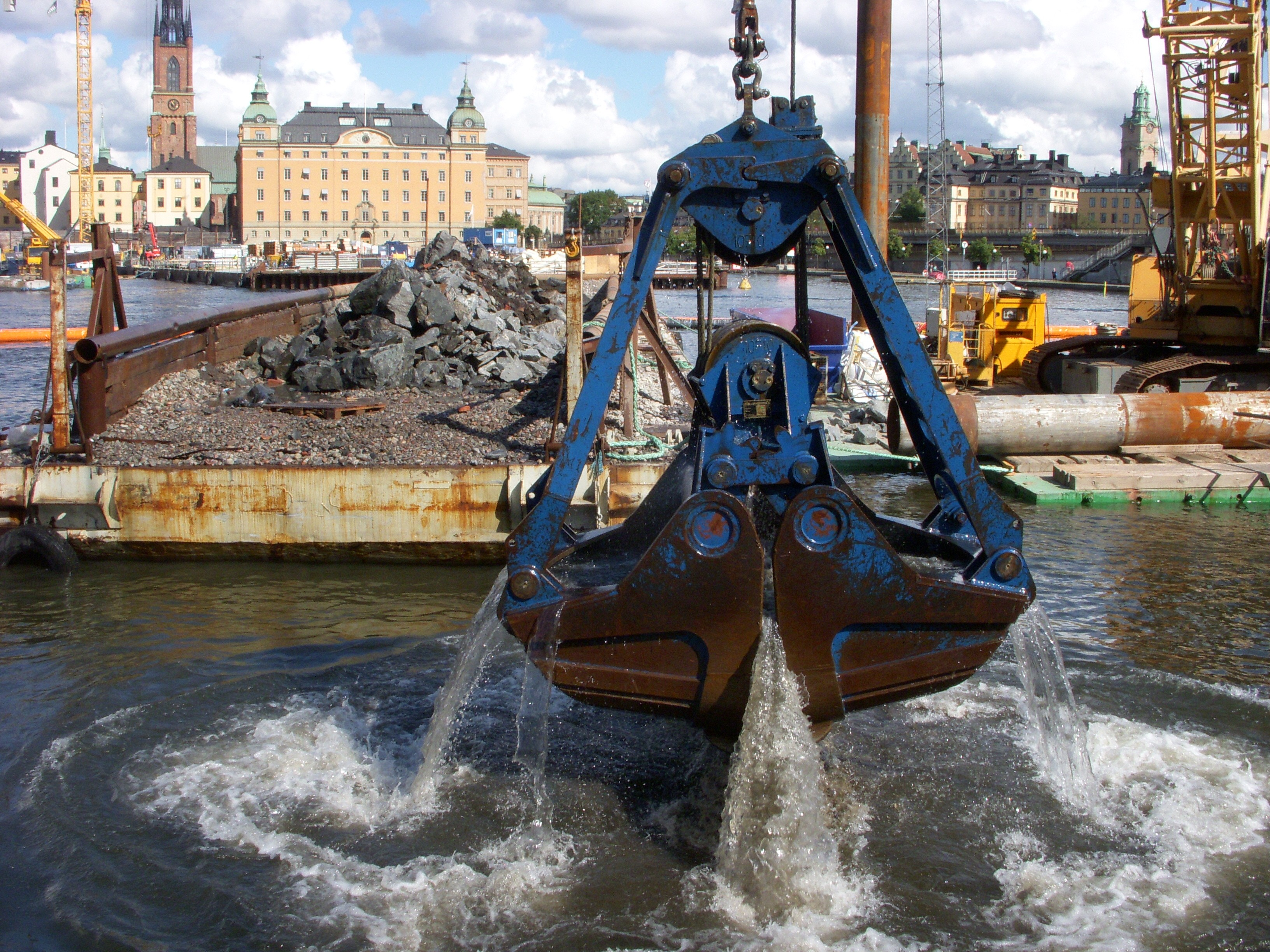
Muddringsarbeten, augusti 2011
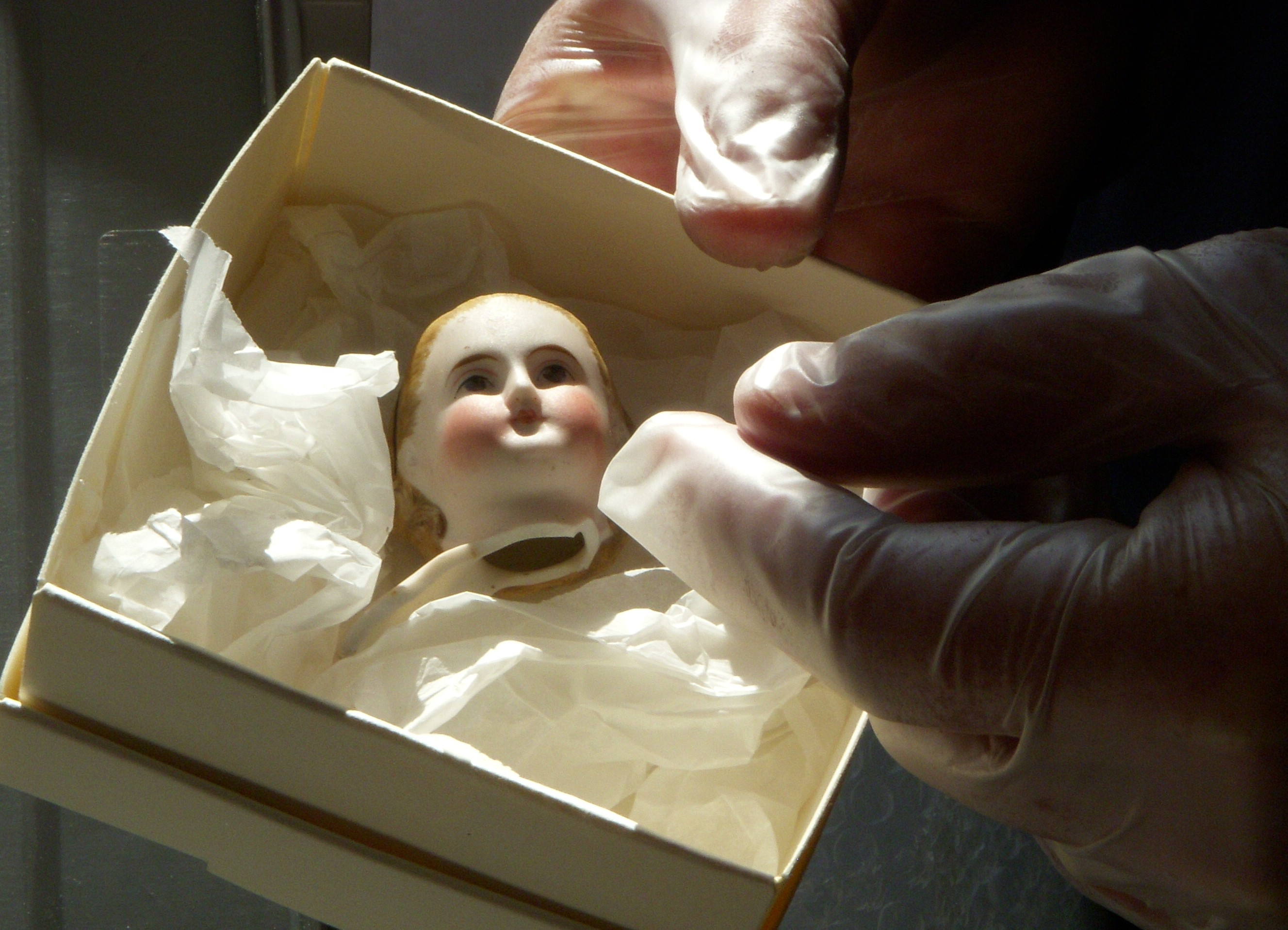
Arkeologiska utgrävningar, oktober 2011
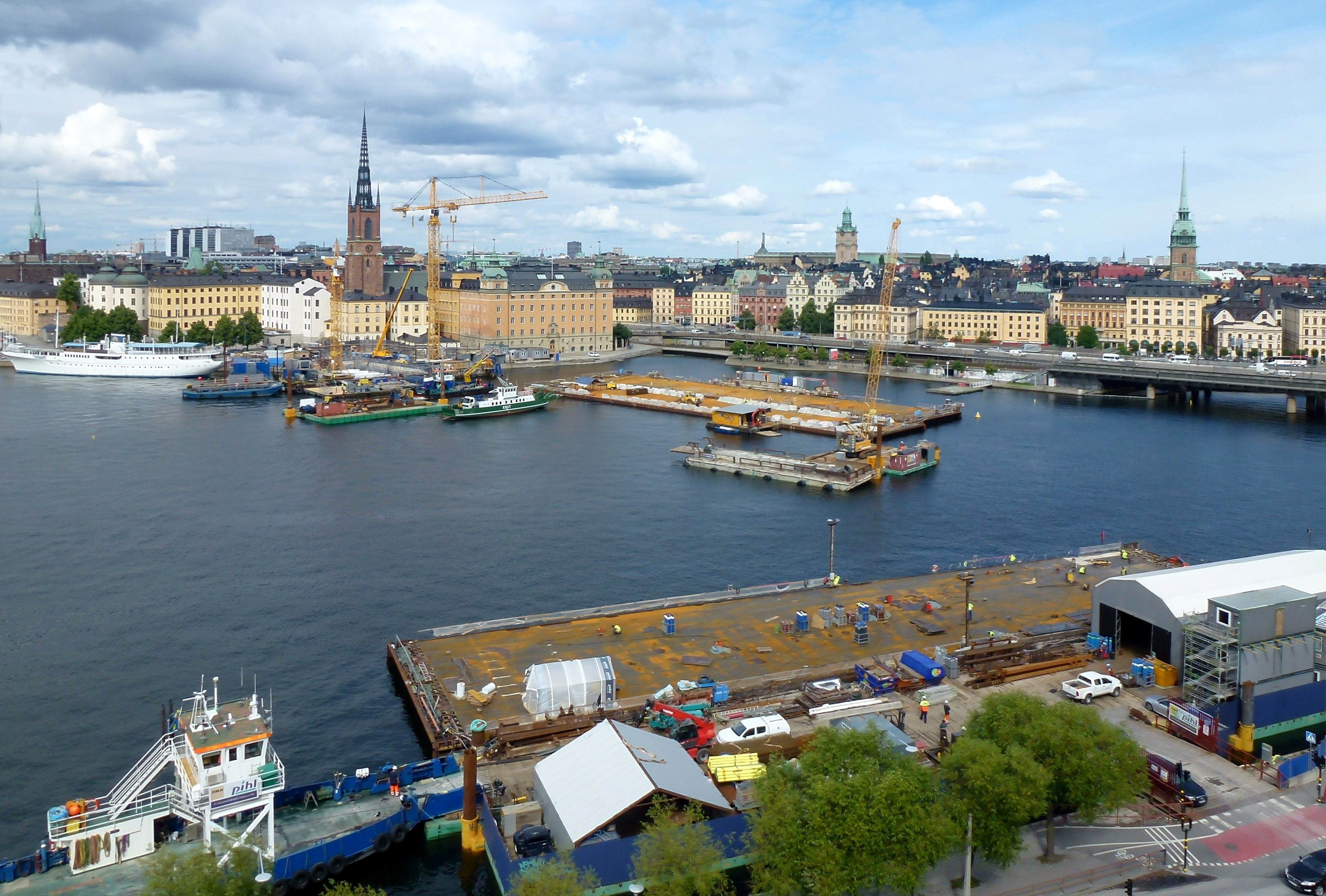
Söderströmstunnelns alla tre sänktunnlar på plats, augusti 2012

### 2013

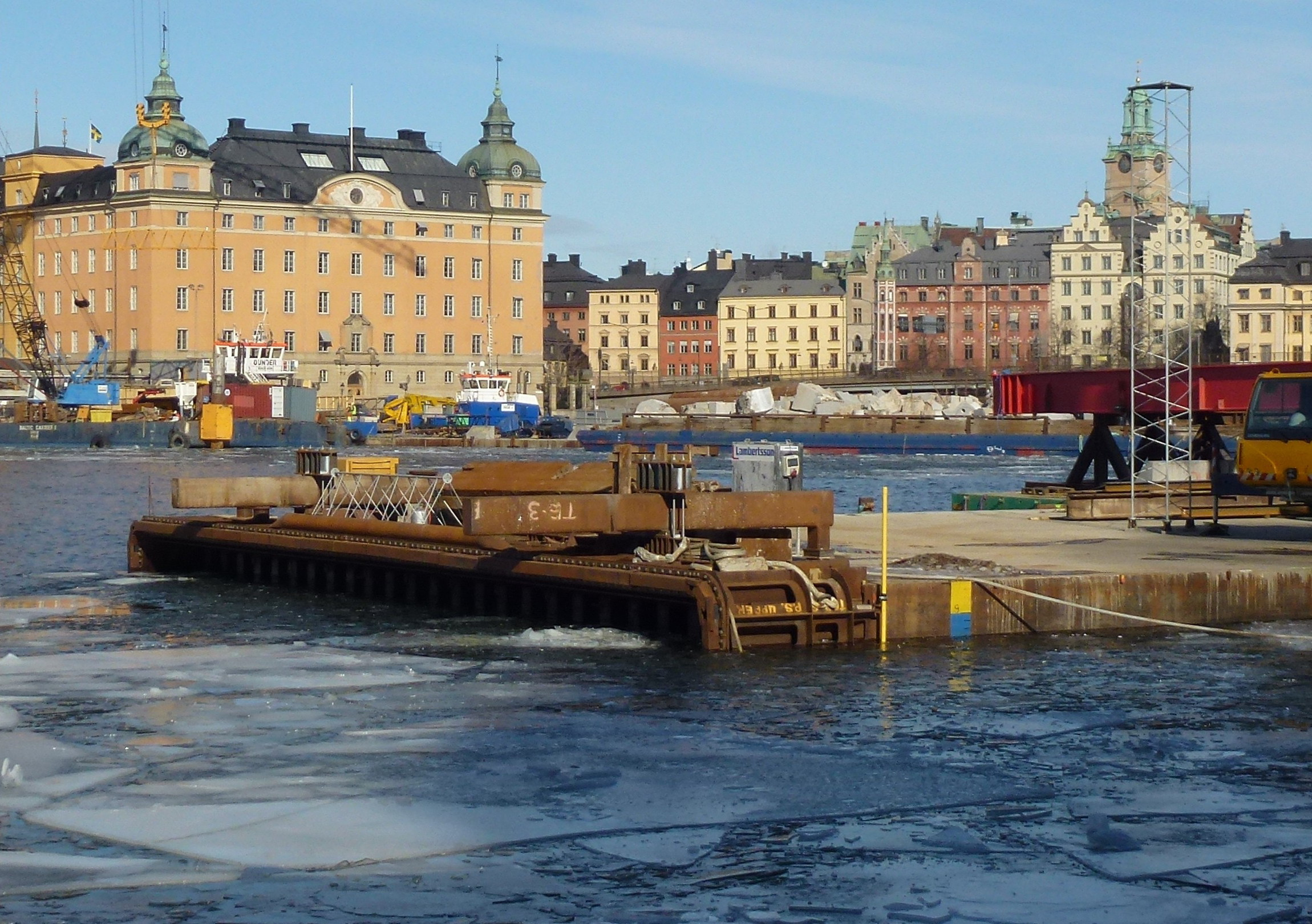
Kopplingsdel i änden av tunnelelementet, mars 2013
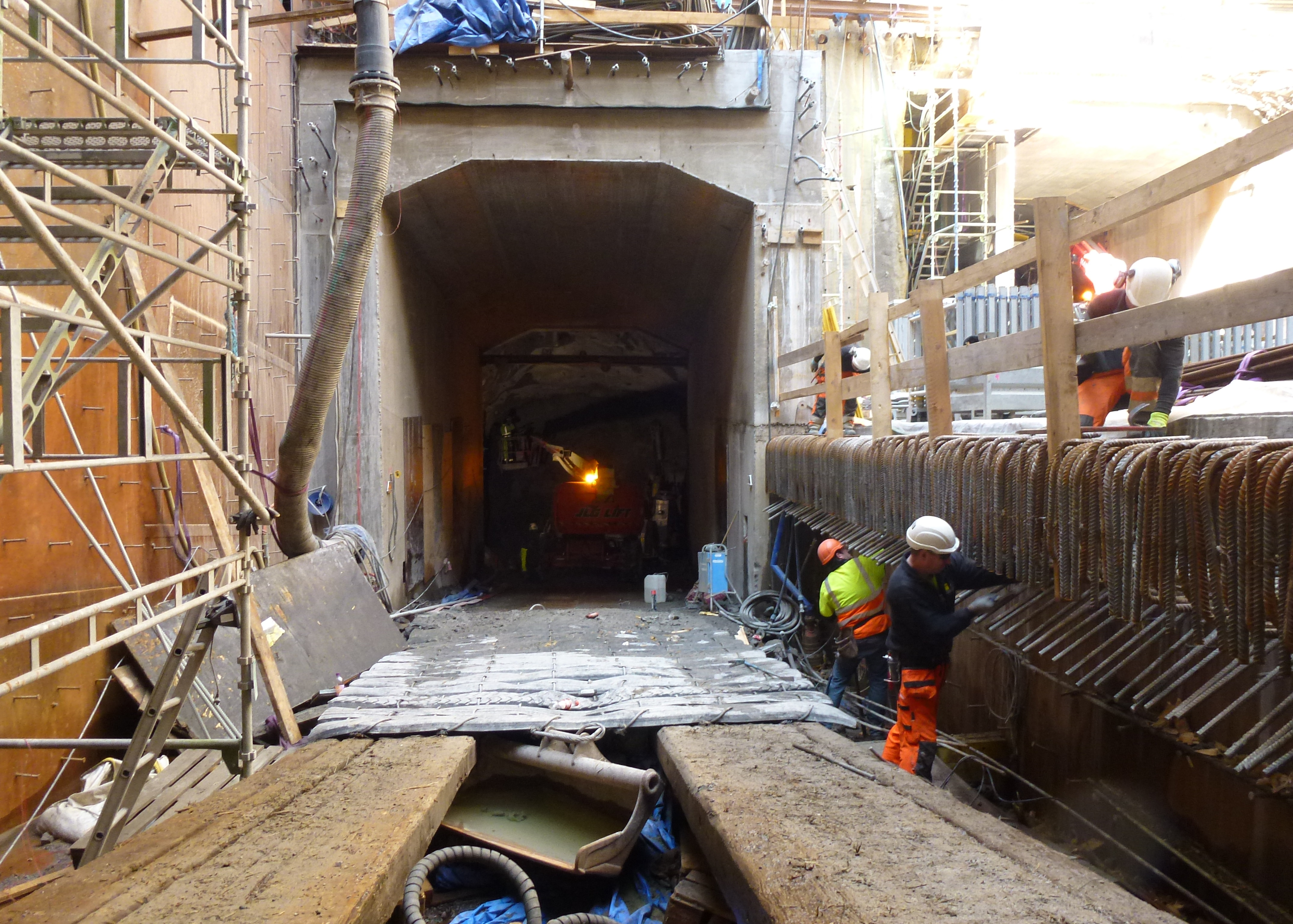
Servicetunneln på Riddarholmssidan, april 2013
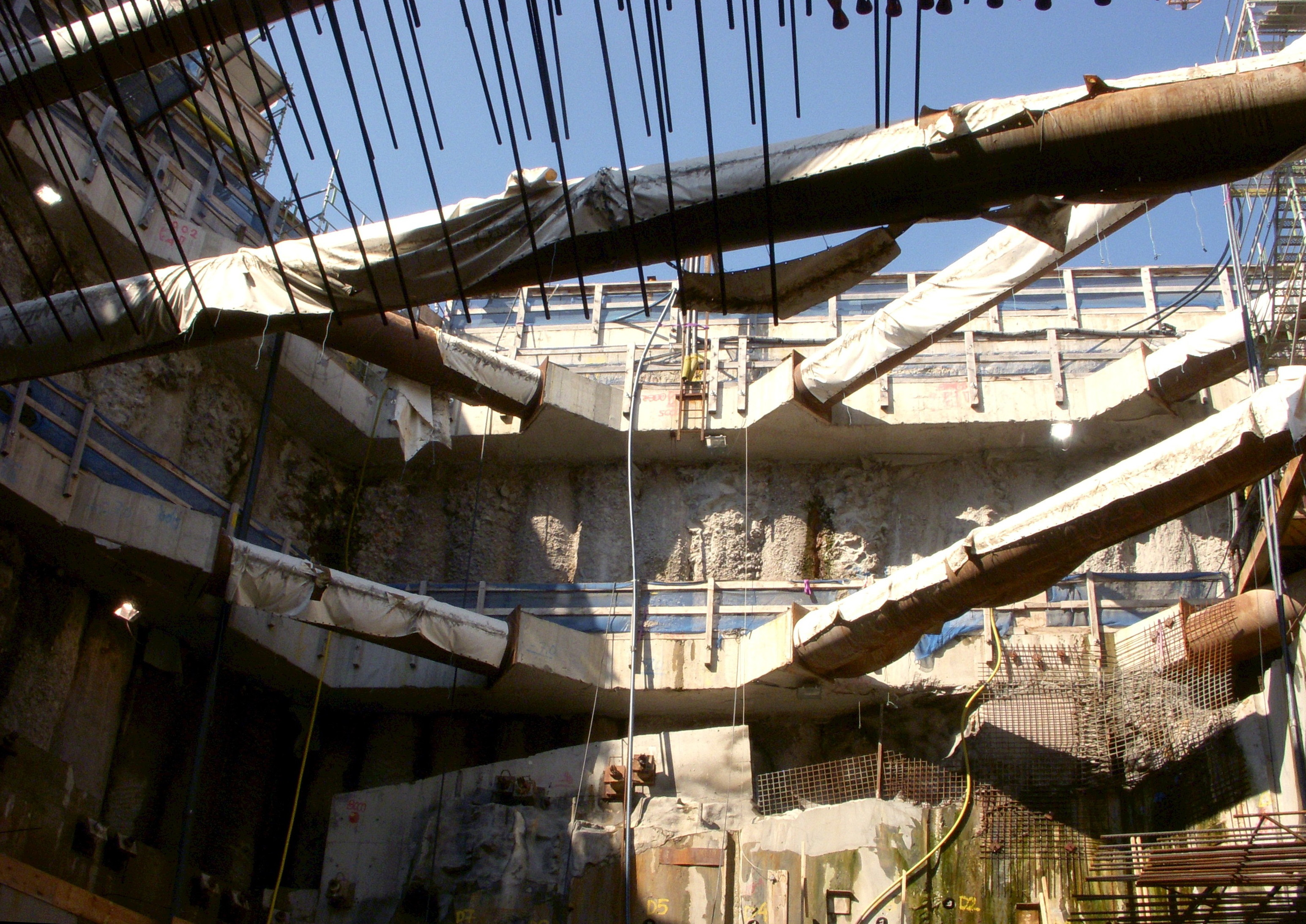
Schaktgrop på Riddarholmssidan, april 2013
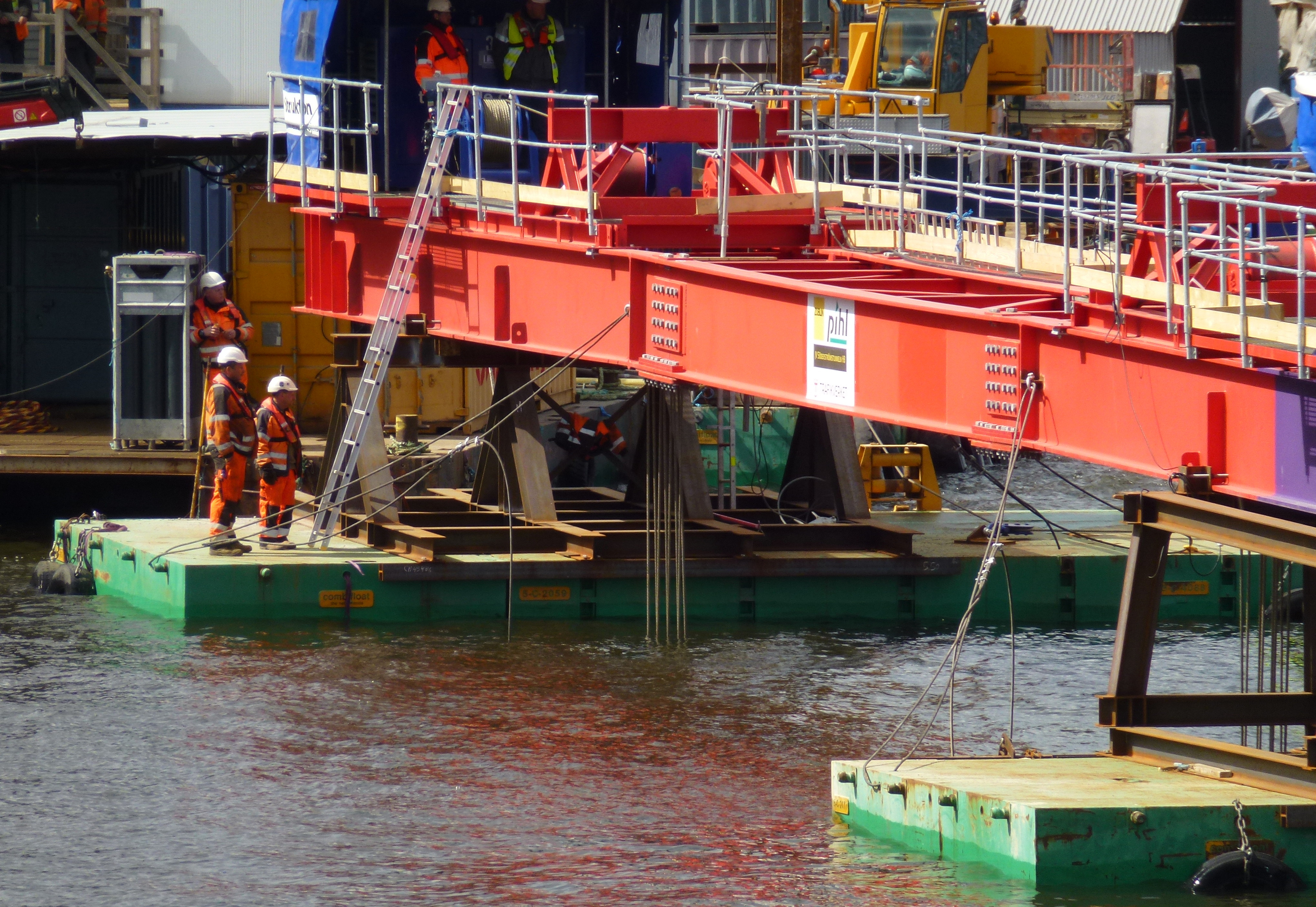
Sänkningen av första tunneldelen pågår, 30 april 2013
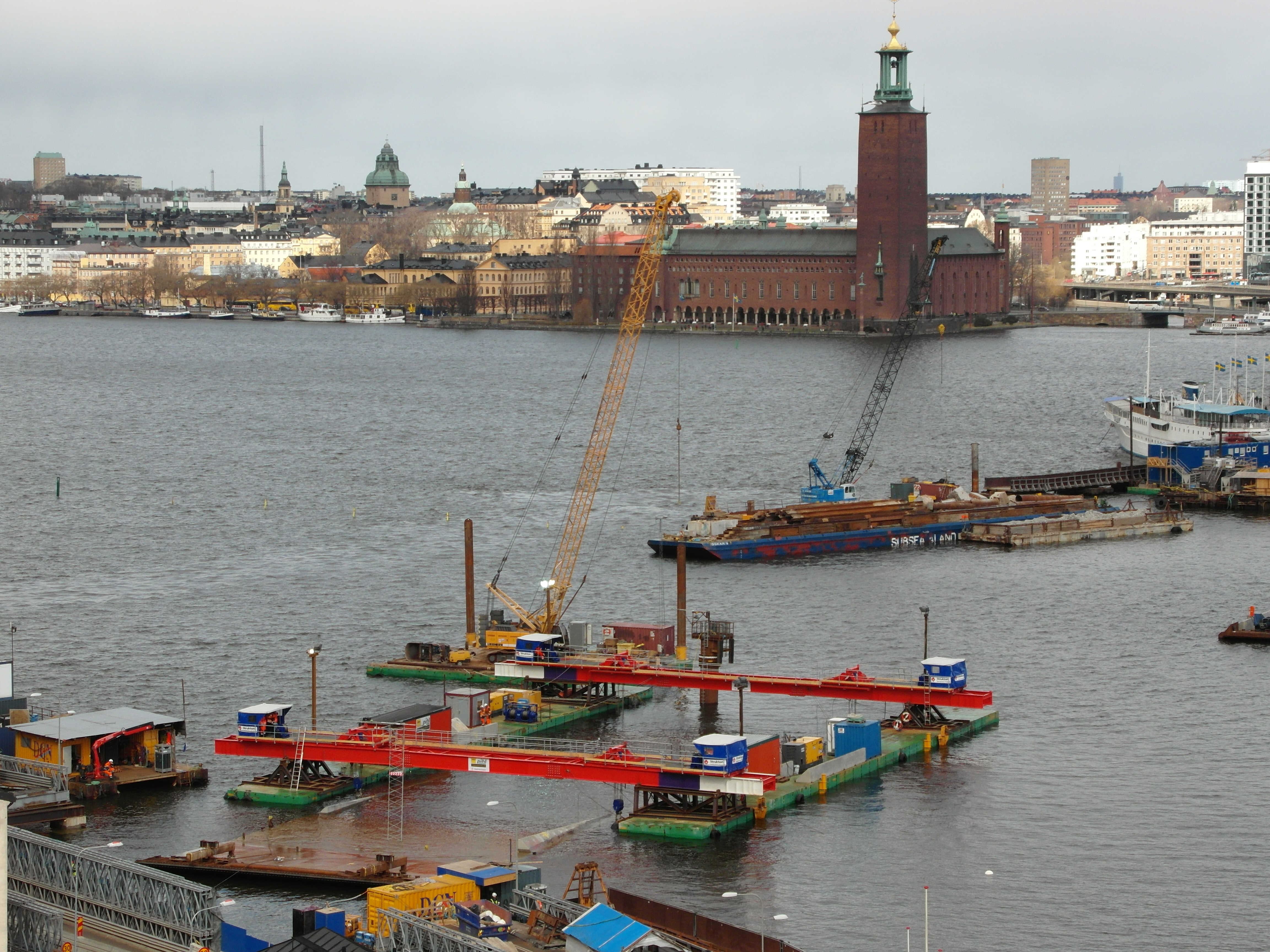
Den första delen av tunneln har sänkts under vattenytan, 30 april 2013
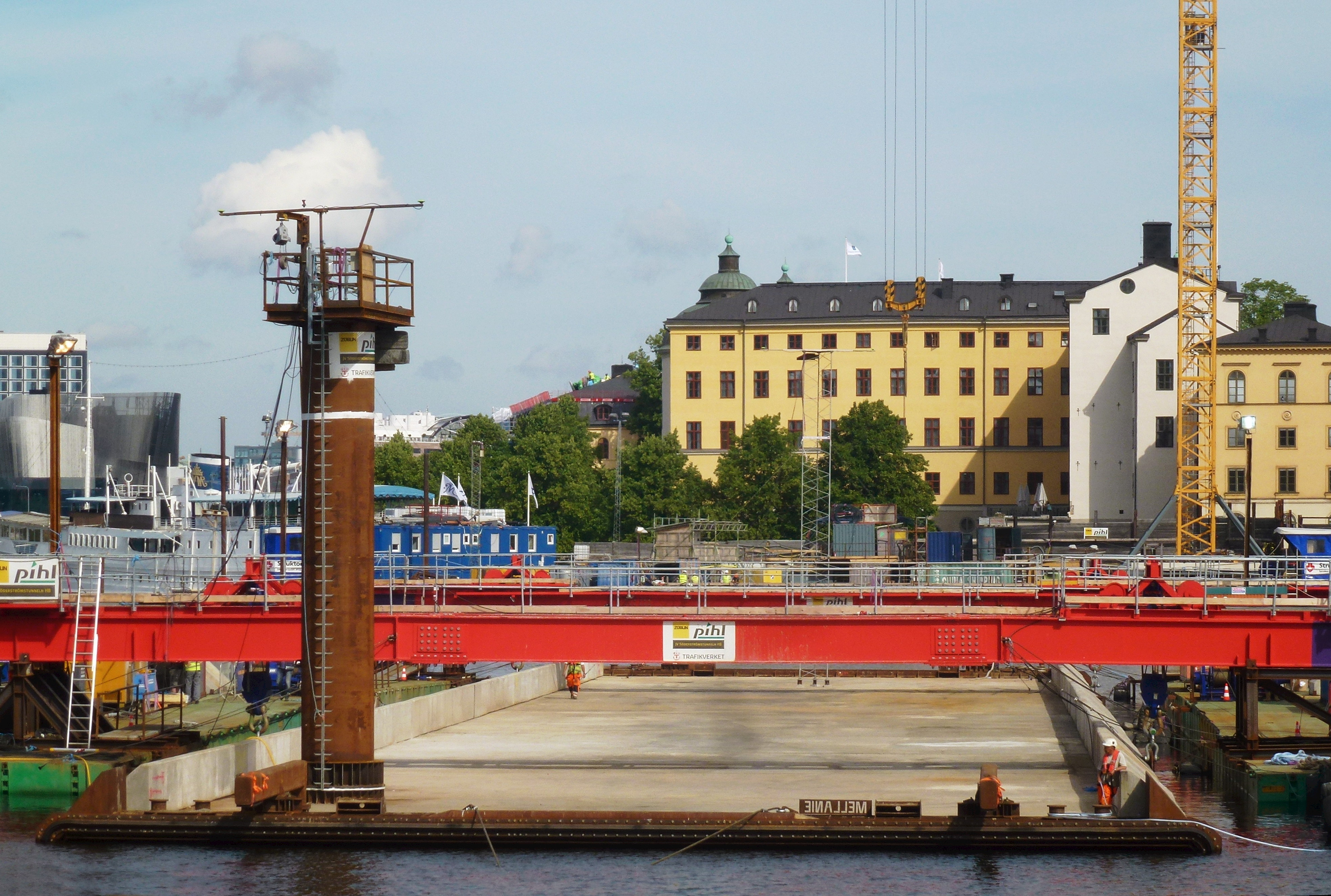
Inför sänkningen av sista tunneldelen, 6 augusti 2013
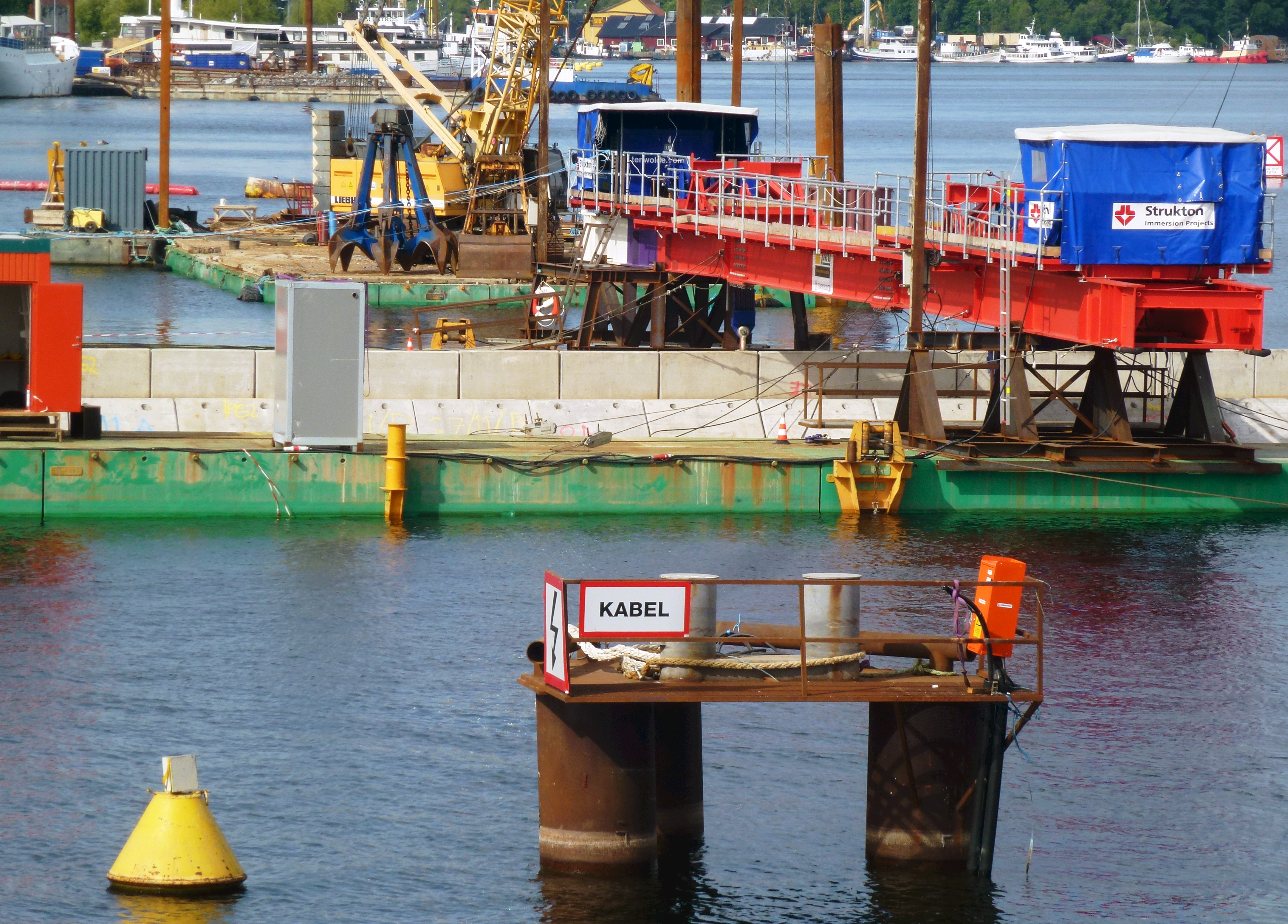
Inför sänkningen av sista tunneldelen, 6 augusti 2013
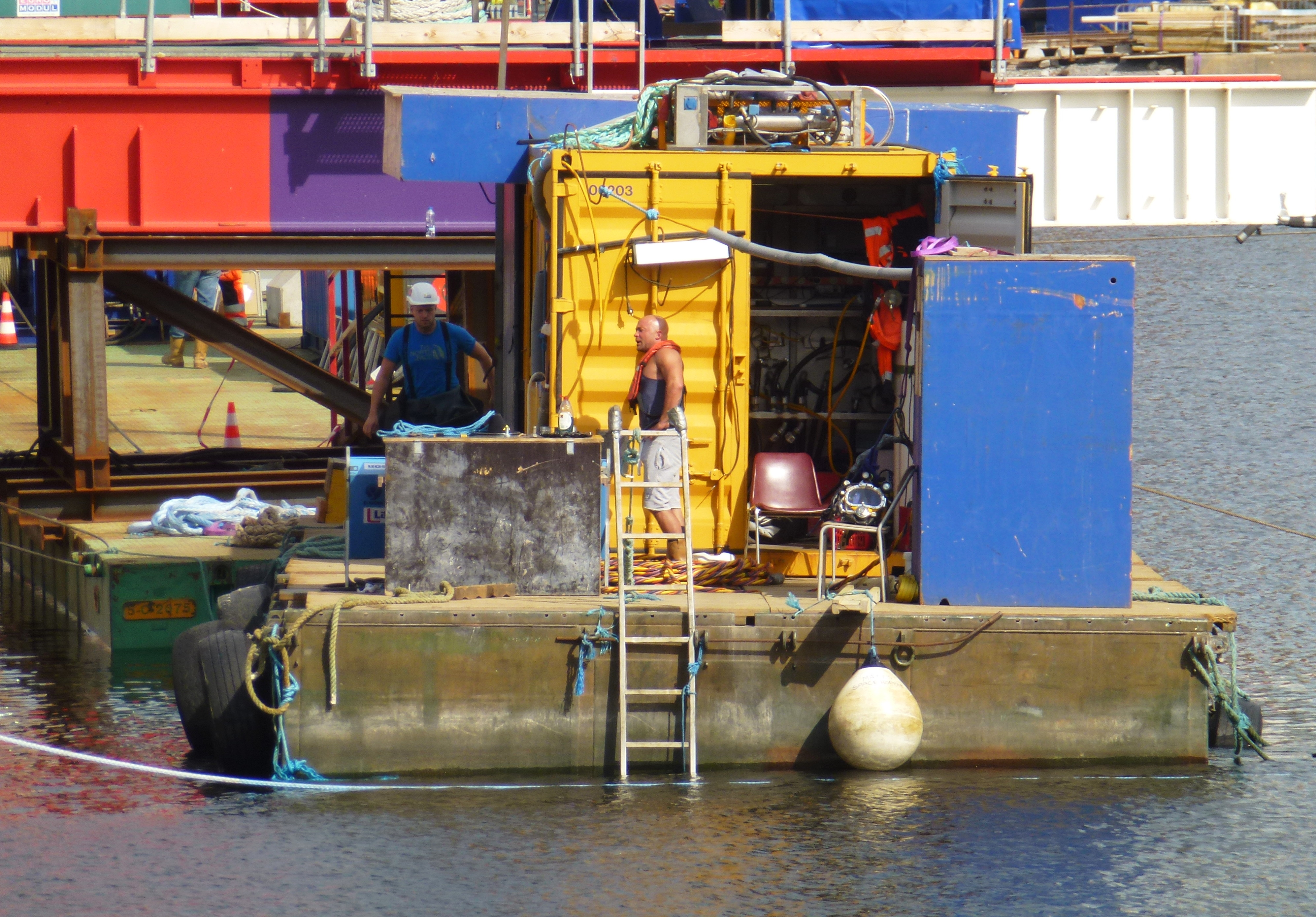
Dykarlag vid sänkning av tredje och sista tunneldelen, 6 augusti 2013
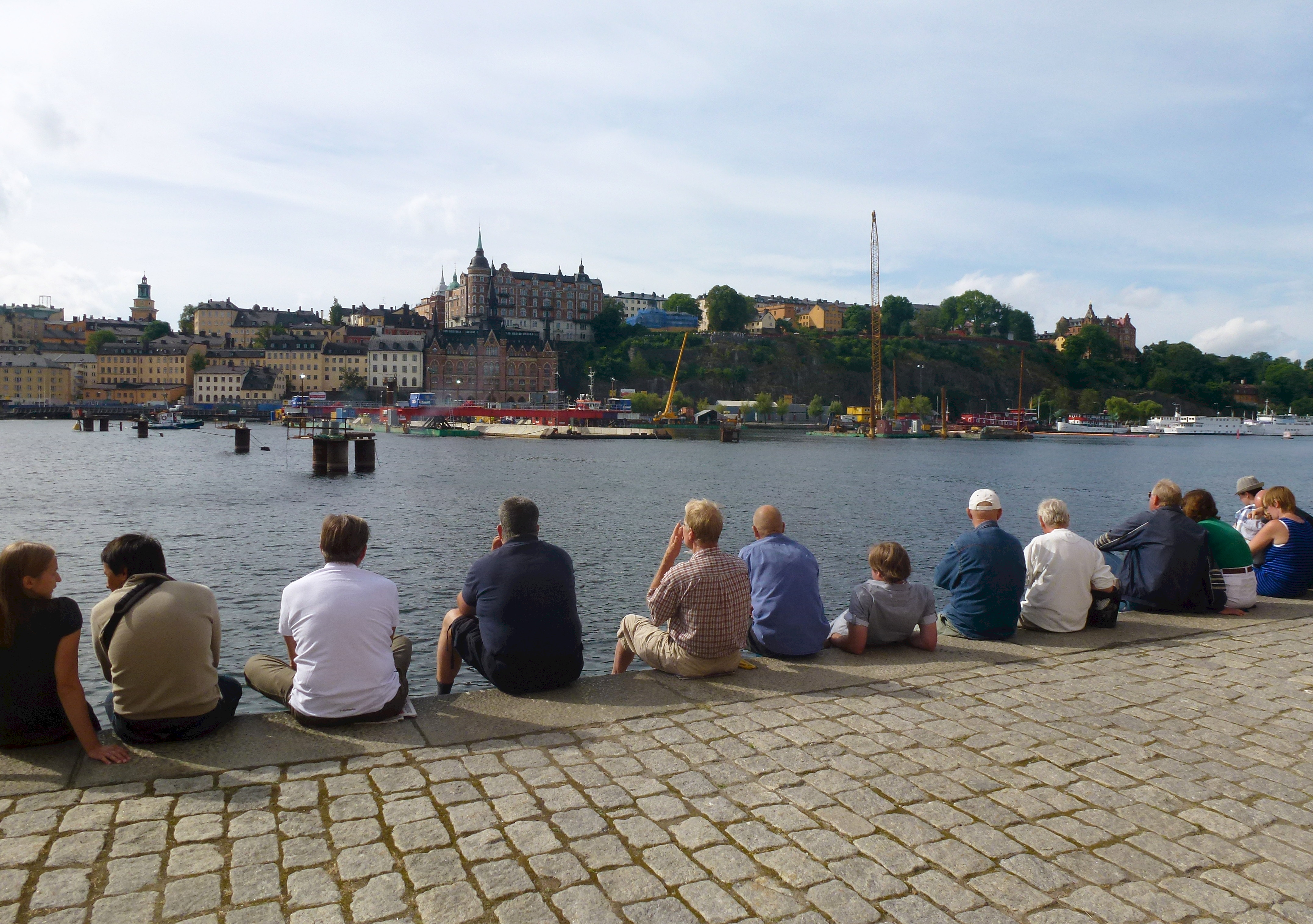
Publiken följer händelsen från Riddarholmen
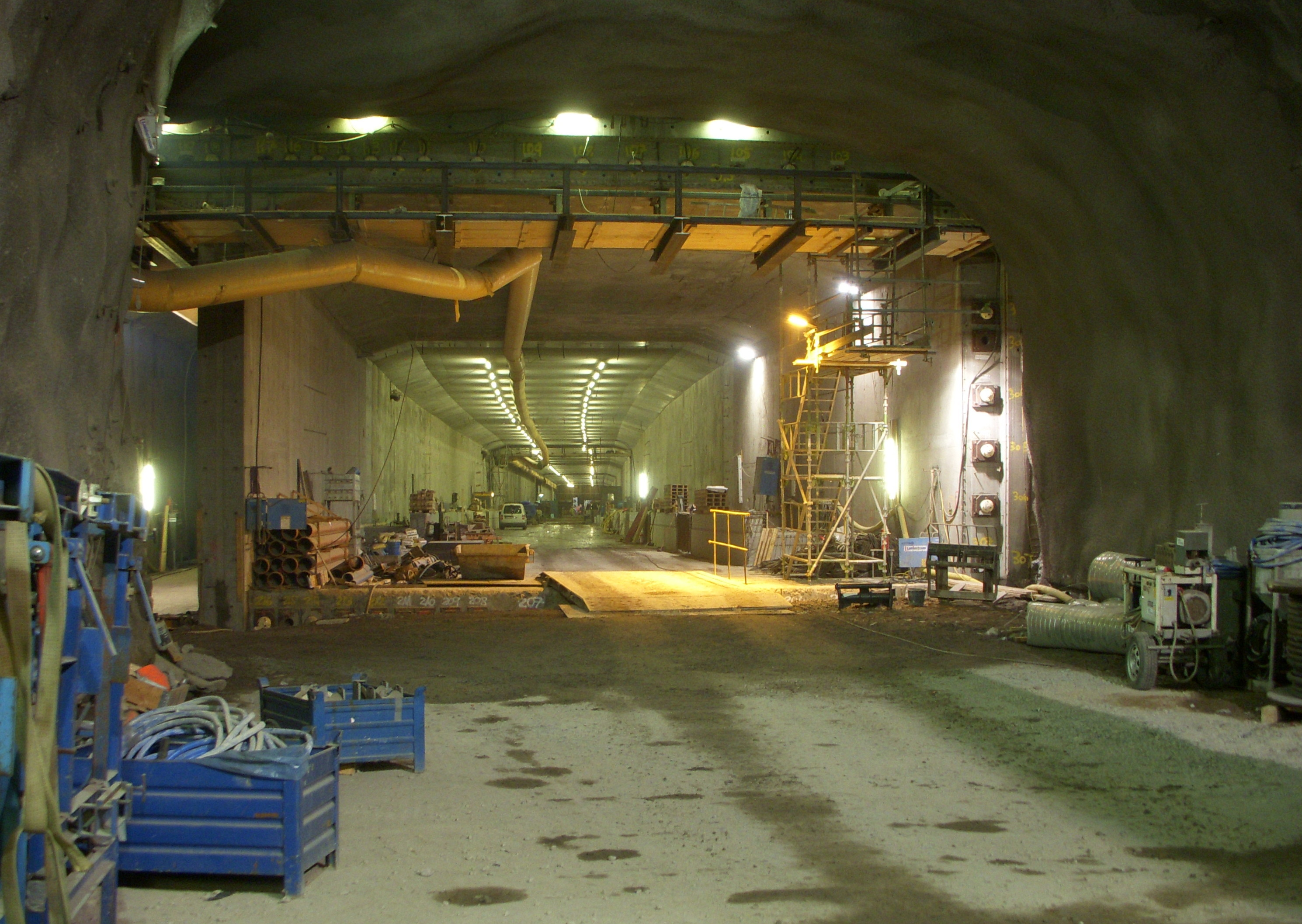
Övergången mellan Södermalmstunneln och Söderströmstunneln, 10 oktober 2013